# Váradi Tamás (nyelvész)
Váradi Tamás (Budapest, 1951. március 11. – ) magyar nyelvész, az MTA Nyelvtudományi Intézet tudományos főmunkatársa, osztályvezetője.

## Életpályája

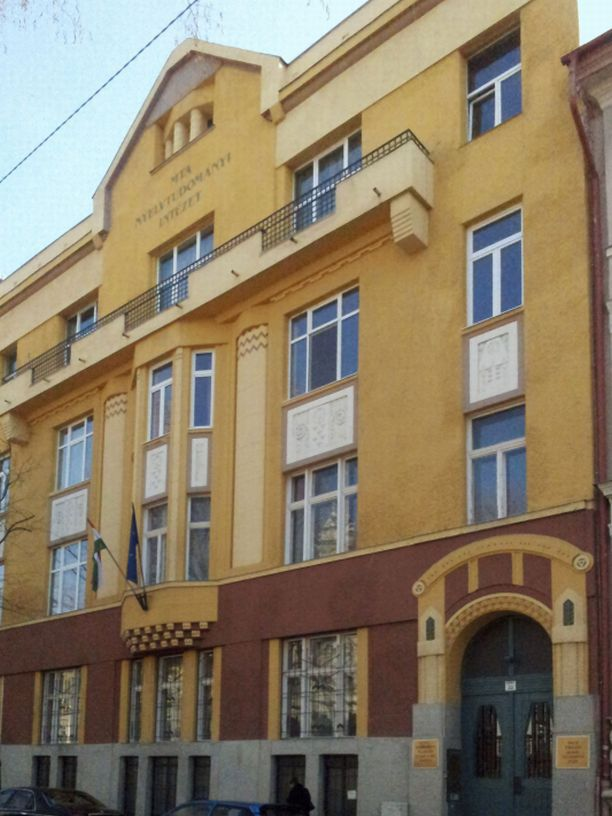
Az MTA Nyelvtudományi Intézet régi épülete a Benczúr utcában

1976-ban szerzett angol–spanyol szakos nyelvtanári diplomát az Eötvös Loránd Tudományegyetem Bölcsészettudományi Karán, valamint általános és alkalmazott nyelvészet szakos bölcsész oklevelet. 1973-tól 1983-ig tanársegédként, majd adjunktusként oktatott a Külkereskedelmi Főiskolán.

## Művei

### Könyvei
- Pusztai F, Gerstner K, Juhász J, Kemény G, Szőke I, Váradi Tamás: Magyar értelmező kéziszótár, Budapest: Akadémiai Kiadó, 1507 p., 2003,

### Cikkei
- Oravecz Csaba, Sass Bálint, Váradi Tamás. Mennyiségből minőséget. Nyelvtechnológiai kihívások és tanulságok az MNSz új változatának elkészítésében. In: Tanács Attila, Varga Viktor, Vincze Veronika (szerk.) MSZNY 2015. Magyar Számítógépes Nyelvészeti Konferencia, Szeged: JATEPress, 109-121.
- Benyeda Ivett, Koczka Péter, Ludányi Zsófia, Simon Eszter, Váradi Tamás. Finnugor nyelvű közösségek nyelvtechnológiai támogatása online tartalmak létrehozásában. In: Tanács Attila, Varga Viktor, Vincze Veronika (szerk.) MSZNY 2015. Magyar Számítógépes Nyelvészeti Konferencia, Szeged: JATEPress, 133-144.
- Miháltz Márton, Váradi Tamás. Trendminer: politikai témájú közösségimédia-üzenetek feldolgozása és szociálpszichológiai elemzése. In: Tanács Attila, Varga Viktor, Vincze Veronika (szerk.) MSZNY 2015. Magyar Számítógépes Nyelvészeti Konferencia, Szeged: JATEPress, 195-197.
- Pólya Tibor, Csertő István, Fülöp Éva, Kővágó Pál, Miháltz Márton, Váradi Tamás. A véleményváltozás azonosítása politikai témájú közösségi médiában megjelenő szövegekben. In: Tanács Attila, Varga Viktor, Vincze Veronika (szerk.) MSZNY 2015. Magyar Számítógépes Nyelvészeti Konferencia, Szeged: JATEPress, 198-209.